# Силано
Силано (на италиански: Sillano) е село в Италия, в региона Тоскана, провинция Лука, административен център на община Силано Джункуняно. Селото се намира в планинния район, наречен Гарфаняна, на северната част на провинцията. Населението е около 700 души (2007).
До 1 януари 2015 селото е независима община. Старата община се е обединила с община Джункуняно да създадат новата община.